# Malvella
Malvella é um género botânico pertencente à família Malvaceae.